# 케이팝맵
케이팝맵(Kpopmap)은 한국의 엔터테인먼트 콘텐츠를 다루는 영어 웹사이트이다. 대한민국 서울특별시에 위치하고 있으며, 주로 K-Pop, K-Drama 관련 뉴스 및 뉴미디어 콘텐츠를 제공하는 것으로 시작했다.
한국의 연예 기획사 및 제작사와 협업을 통해 해외 팬들을 대상으로 싸인 앨범, 포토카드 등을 증정하는 등의 이벤트를 진행하고 있다. 뿐만 아니라 여러 아티스트들과의 인터뷰 및 퀴즈, 이상형 월드컵, 투표 등 다양한 참여 콘텐츠도 서비스하고 있다. 인기 참여 콘텐츠들의 조회 수는 약 200~300만에 달한다.
케이팝맵이 발행하는 다수의 콘텐츠들은 해외 미디어들에 의해 한국 엔터테인먼트 뉴스에 대한 글로벌 팬들의 리액션을 보는 데에 인용되기도 한다. SimilarWeb에 의하면, 케이팝맵의 한 달 방문자 수는 약 200만에 달하며, 방문 트래픽 중 약 24%가 미국에서 발생하고 있다. 기타 트래픽은 필리핀에서 약 8%, 영국, 인도네시아, 말레이시아에서 약 4%씩 발생하고 있다.
국내 K-Pop 시상식 “THE FACT MUSIC AWARDS 2020” 및 “Golden Disc Awards 2021” 북미, 남미 지역 공식 스트리밍 역할을 수행하기도 했다.